# 1976년 대한민국의 영화 목록
다음은 1976년에 개봉됐던 대한민국의 영화 목록이다.

## 목록
- 7인의 말괄량이
- 강력계
- 거대한 음모
- 걷지말고 뛰어라
- 검은 띠의 후계자
- 과거는 왜 물어
- 구삼육 사건
- 국제 경찰
- 그래 그래 오늘은 안녕
- 금욕
- 나는 고백한다
- 나는 살아야 한다
- 낙동강은 흐르는가
- 내 갈 길을 묻지마
- 내 마음의 풍차
- 너무 너무 좋은 거야
- 대련의 해당화
- 대탈출
- 돌아온 팔도강산
- 딸 삼형제
- 맨발의 눈길
- 맨발의 억순이
- 목마와 숙녀
- 미스 염의 순정시절
- 미스 영의 행방
- 밀명객
- 바다의 사자들
- 발가락이 닮았다
- 방범대원 용팔이
- 배덕자
- 별하나 나하나
- 보통여자
- 불꺼진 창
- 비녀
- 비정지대
- 빗 속의 여인들
- 사나이 악수
- 사랑을 빌려 드립니다
- 사랑의 스잔나
- 서북청년
- 석별
- 성춘향전
- 소녀의 기도
- 속 여수 407호
- 수제자
- 신혼소동
- 심판자
- 아라비아의 열풍
- 아메리카 방문객
- 악충
- 야성의 숲
- 어머니와 아들
- 여수 407호
- 여수 대탈옥
- 여자들만 사는 거리
- 여자를 찾습니다
- 여자의 성
- 영노
- 오계
- 옥중녀
- 왕룡
- 왕십리
- 용비
- 용사왕
- 용서받은 여인
- 우리에게 내일은 있다
- 울면 바보야
- 원무
- 원산공작
- 위험한 여자
- 유정
- 의혈문
- 이런 마음 처음이야
- 장미와 들개
- 젊은 도시
- 정말 꿈이 있다구
- 제7교실
- 졸업생
- 주고 싶은 마음
- 진짜 진짜 미안해
- 진짜 진짜 잊지마
- 짝
- 천의 얼굴
- 청색시대
- 청춘을 이야기 합시다
- 캘리포니아 90006
- 쾌걸 일지매
- 킹콩의 대역습
- 파라문
- 푸른 교실
- 학창시절
- 흑귀
- 흑룡강

## 참고 자료
- KOFIC 영화데이터베이스